# Шлаубеталь
Шлаубеталь или Жло́бины-Дол (нем. Schlaubetal; н.-луж. Žłobiny doł) — коммуна в Германии, в земле Бранденбург.
Входит в состав района Одер-Шпре. Подчиняется управлению Шлаубеталь.  Население составляет 1920 человек (на 31 декабря 2010 года). Занимает площадь 52,34 км².
Коммуна подразделяется на 3 сельских округа.
| Год  | Население |
| ---- | --------- |
| 2005 | 2025      |
| 2010 | 1928      |